# Palaemnema brevignoni
Palaemnema brevignoni là loài chuồn chuồn trong họ Platystictidae. Loài này được Machet mô tả khoa học đầu tiên năm 1990.